# Michael Delisle
Pour les articles homonymes, voir Delisle.
Michael Delisle est un poète, romancier et nouvelliste québécois né en 1959 à Longueuil.

## Biographie
Poète, romancier et nouvelliste, Michael Delisle compte parmi les écrivains québécois les plus importants depuis le début des années 1980.
Son écriture décrit des univers troubles desquels transpirent la solitude, le désarroi et la fragilité.  
Le spectre de l’enfance brisée et de l’impossible passage à l’âge adulte et l’omniprésence de la mère juxtaposée à l’absence du père traverse son œuvre entière, de même qu’un intérêt certain pour le milieu de vie fade que constitue la banlieue.
Il est l'auteur de sept romans et récits, en plus de quatre recueils de nouvelles. Il y aborde notamment les mutations de la société québécoise des années 1960 à 1980, l’homosexualité, la consommation de drogues, l’absence du père, la vieillesse, la maladie, la dépression, le deuil et la mort,,.
Il a été récompensé de plusieurs prix — notamment du Prix Émile-Nelligan et du Prix Adrienne-Choquette — et il a été finaliste trois fois au Prix du Gouverneur général.
Il a publié plusieurs articles dans des revues telles que Moebius, Liberté, XYZ, Voix et images et Nuit blanche.
Il a enseigné la littérature au Cégep du Vieux Montréal de 1992 à 2020.

## Œuvres

### Poésie
- L'Agrandissement, Bordeaux, Paris, Bruxelles, Éditions Le Castor Astral, coll. « Plaisirs solitaires », 1980, 28 p. (ISBN 978-2-85920-078-7, OCLC 16066085)
- L'Extase neutre, Montréal (Québec), Éditions de La Nouvelle Barre du Jour, 1985, 44 p.  (ISBN 2893140238 et 9782893140230)
- Mélancolie, Montréal (Québec), Éditions de La Nouvelle Barre du jour, coll. « On voit plus de prodiges merveilleux et de belles choses », 1985, 23 p.  (ISBN 9782894196984 et 2894196989)
- Les Changeurs de signes, Montréal (Québec), Éditions de La Nouvelle Barre du jour, 1987, 54 p.  (ISBN 2893140793 et 9782893140797)
- Fontainebleau, Montréal (Québec), Les Herbes rouges, 1987, 129 p.  (ISBN 2920051369 et 9782920051362)
- Les Mémoires artificielles, Trois-Rivières (Québec), Écrits des Forges, coll. « Les rivières », 1987, 64 p. ISSN 0226-9554
- Chose Vocale, Montréal (Québec), Les Herbes rouges, 1990, 78 p.  (ISBN 2892720605 et 9782892720600)
- Long Glissement, Montréal (Québec), Canada, Leméac, coll. « Poésie », 1996, 120 p. (ISBN 978-2-7609-1033-1)
- Prière à blanc, Montréal (Québec), Canada, Éditions du Noroît, 2009, 72 p. (ISBN 978-2-89018-656-9, LCCN 2009512198)

### Romans et récits
- Drame privé, Montréal, Les herbes Rouges, 1989, 128 p. (ISBN 978-2-920051-52-2)
- Le Désarroi du matelot, Montréal (Québec), Canada, Leméac, 1998, 1re éd., 136 p. (ISBN 978-2-7609-3205-0, OCLC 38991114)
- Dée, Montréal (Québec), Canada, Leméac, 2002, 128 p. (ISBN 978-2-89406-277-7)
- Tiroir No. 24, Montréal (Québec), Boréal, 2010, 129 p.  (ISBN 9782764620366 et 2764620365)
- Le Feu de mon père, Montréal, (Québec), Canada, Éditions du Boréal, 2014, 128 p.  (ISBN 978-2-7646-2294-0)
- Cabale, Montréal (Québec), Canada, Éditions du Boréal, 2023, 125 p.
- Veuve Chose, Montréal, (Québec), Canada, Éditions du Boréal, 2025. 150 p.

### Recueils de nouvelles
- Helen avec un secret et autres nouvelles, Montréal (Québec), Canada, Leméac, 1995, 138 p. (ISBN 978-2-7609-3183-1, LCCN 98151947)
- Le Sort de Fille : nouvelles, Montréal (Québec), Canada, Leméac, 2005, 1re éd., 128 p. (ISBN 978-2-7609-3269-2, LCCN 2006365657)
- Le Palais de la fatigue : nouvelles, Montréal (Québec), Canada, Éditions du Boréal, 2017, 1re éd., 138 p. (ISBN 978-2-7646-2468-5)
- Rien dans le ciel : nouvelles, Montréal (Québec), Canada, Éditions du Boréal, 2021, 1re éd., 144 p. (ISBN 978-2-7646-2653-5)

## Prix et honneurs
- 1979 : Prix littéraires Radio-Canada.
- 1987 : Prix Émile-Nelligan (pour Fontainebleau)[11].
- 2006 : Prix littéraire Adrienne-Choquette (pour Le Sort de fille)[12].
- 2006: Finaliste, Prix littéraire des collégiens (pour Le sort de Fille)[13]
- 2011: Finaliste, Prix littéraire des collégiens (pour Tiroir no. 24)[14]
- 2014 : Grand prix du livre de Montréal (pour Le Feu de mon père)[15].
- 2014 : Prix Hervé-Foulon (pour Le Désarroi du matelot)[16].
- 2015: Finaliste, Prix littéraire des collégiens (pour Le feu de mon père)[17]
- 2022 : Prix Adrienne-Choquette (pour Rien dans le ciel)[12].